# روح المعاني
روح المعاني في تفسير القرآن العظيم والسبع المثاني هو تفسير للقرآن لأبي الثناء الألوسي.
يعدّ كتاب الألوسي من كتب التفسير الهامة، ومنهجه في ذلك البحث عن كيفية النطق بألفاظ القرآن الكريم ومدلولاتها وأحكامها الإفرادية والتركيبية ومعانيها التي تحمل عليها حالة التركيب وتتمات لذلك كمعرفة النسخ وسبب النزول وقصة توضح ما أبهم في القرآن ونحو ذلك.
انتهى من كتابة التفسير عام 1267 للهجرة.

## في المنهج
تفسير روح المعانيٍ قد أفرغ فيه الإمام الآلوسي وسعه, وبذل مجهوده حتى أخرجه للناس كتاباً جامعاً لآراء السلف رواية ودراية، مشتملاً على أقوال الخلف بكل أمانة وعناية، فهو جامع لخلاصة ما سبقه من التفاسير، فتراه ينقل لك عن تفسير ابن عطية، وتفسير أبي حيان، وتفسير الكشاف، وتفسير أبي السعود، وتفسير البيضاوي، وتفسير الفخر الرازي وغيرها من كتب التفاسير المعتبرة .
وهو إذا نقل عن تفسير أبي السعود يقول غالباً : قال شيخ الإسلام
وإذا نقل عن تفسير البيضاوي يقول : قال القاضي
وإذا نقل عن تفسير الفخر الرازي يقول : قال الإمام
وهو إذ ينقل عن هذه التفاسير ينصب نفسه حكماً عدلاً بينها، ويجعل من نفسه نقاداً مدققاً، ثم يبدي رأيه حراً فيما ينقل فهو ليس مجرد ناقل، بل له شخصيته العلمية البارزة، وأفكاره المميزة، فتراه كثيراً يعترض على ما ينقله عن أبي السعود، أو عن البيضاوي، أو عن أبي الحيان أو عن غيرهم، وليس في تفسيره ما يؤاخذ عليه.
كما تراه يتعقب الفخر الرازي في كثير من المسائل، ويرد عليه على الخصوص في بعض المسائل الفقهية، انتصاراً منه لمذهب أبي حنيفة، ثم إنه إذا استصوب أمراً لبعض من ينقل عنهم انتصر لهم ورجحه على ما عداه.